# Rigoletto (film 1946)
Rigoletto è un film drammatico del 1946 diretto da Carmine Gallone con Tito Gobbi nel ruolo del protagonista.
Trasposizione cinematografica dell'omonima opera lirica di Giuseppe Verdi, a sua volta tratta dal dramma teatrale Il re si diverte di Victor Hugo.
Fu il maggior incasso cinematografico in Italia nella stagione 1946-1947.

## Trama
La trama è la stessa dell'opera verdiana: a Mantova, lo spregiudicato Duca – fingendosi un povero studente – seduce Gilda, unica figlia del suo buffone di corte, il gobbo Rigoletto. Ma Rigoletto scopre l'inganno e, profondamente amareggiato per questa ennesima umiliazione inflittagli dalla corte, dove già era sbeffeggiato per la sua deformità, decide di vendicarsi e assolda un sicario affinché uccida il Duca; la sorte gli sarà però avversa e l'assassino pugnalerà Gilda invece del Duca.